# Вёртс, Магнус
Магнус Финне Вёртс (дат. Magnus Finne Wørts; род. 8 февраля 1999) — датский футболист, полузащитник шведского «Мьельбю».

## Клубная карьера
На детском и юношеском уровне занимался футболом в клубах «Вексё», «Стенлёсе» и «Фарум». В семнадцатилетнем возрасте перешёл в «Норшелланна». После двух лет в академии клуба подписал с ним первый профессиональный контракт в 2018 году. 4 ноября того же года впервые попал в заявку на официальный матч в рамках группового этапа датской Суперлиги с «Ольборгом», но на поле не появился. В январе 2019 года на правах аренды до конца сезона перешёл в «ХБ Кёге», выступающий в первом дивизионе. Первую игру в составе нового клуба провёл 3 марта против «Фредерисии», выйдя в стартовом составе. По окончании аренды подписал с клубом полноценный контракт, рассчитанный на два года.
8 июля 2021 года в качестве свободного агента присоединился к шведскому «Мьельбю», подписав трёхлетний контракт. Дебютировал в чемпионате Швеции 1 августа в гостевой встрече с «Кальмаром», появившись на поле с первых минут матча.

## Карьера в сборной
Выступал за различные юношеские сборные Дании. 7 июня 2019 года дебютировал за молодёжную сборную в товарищеской игре с исландцами, выйдя на замену в середине второго тайма.

## Клубная статистика
| Выступление      | Выступление      | Выступление      | Лига | Лига | Кубки | Кубки | Конт. кубки | Конт. кубки | Итого | Итого |
| Клуб             | Лига             | Сезон            | Игры | Голы | Игры  | Голы  | Игры        | Голы        | Игры  | Голы  |
| ---------------- | ---------------- | ---------------- | ---- | ---- | ----- | ----- | ----------- | ----------- | ----- | ----- |
| ХБ Кёге          | Первый дивизион  | 2018/19          | 9    | 0    | 0     | 0     | 0           | 0           | 9     | 0     |
| ХБ Кёге          | Первый дивизион  | 2019/20          | 21   | 0    | 1     | 0     | 0           | 0           | 22    | 0     |
| ХБ Кёге          | Первый дивизион  | 2020/21          | 29   | 0    | 0     | 0     | 0           | 0           | 29    | 0     |
| ХБ Кёге          | Итого            | Итого            | 59   | 0    | 1     | 0     | 0           | 0           | 60    | 0     |
| Мьельбю          | Алльсвенскан     | 2021             | 10   | 0    | 1     | 0     | 0           | 0           | 11    | 0     |
| Мьельбю          | Итого            | Итого            | 10   | 0    | 1     | 0     | 0           | 0           | 11    | 0     |
| Всего за карьеру | Всего за карьеру | Всего за карьеру | 69   | 0    | 1     | 0     | 0           | 0           | 70    | 0     |